# E902 (trasa europejska)
E902 – trasa europejska biegnąca przez Hiszpanię. Zaliczana do tras kategorii B droga łączy Bailén z Motril.

## Przebieg trasy
- Bailén E5
- Jaén
- Grenada
- Izbor
- Motril E15